# Биледжик
Биледжик (на турски: Bilecik; на тракийски: Agrilion; на старогръцки: Βηλοκώμα, Belikoma) е град в Турция. Намира се на около 850 метра надморска височина. Той е административен център на околия Биледжик и вилает Биледжик. Според оценки на Статистическия институт на Турция към 31 декември 2019 г. населението на града е 65 362 души.
Основни етнически групи в града са турци (малоазийски, юруци, български, егейски), черкези, абхазци, албанци, бошняци, българи – мюсюлмани (помаци) от Мъгленско, Драмско и Тиквешко в историко–географската област Македония.